# Distylium dunnianum
Distylium dunnianum là một loài thực vật có hoa trong họ Hamamelidaceae. Loài này được H.Lév. miêu tả khoa học đầu tiên năm 1912.